# Mûre de Logan
Hybride
Parent probable A de l'hybridation 
  Rubus ursinus 
×

Parent probable B de l'hybridation 
  Rubus idaeus 
Classification phylogénétique
La mûre de Logan (Rubus ×loganobaccus) ou loganberry, est une espèce de plantes à fleurs de la famille des Rosaceae. C'est un hybride de ronce issue probablement du croisement naturel entre une ronce sauvage (la ronce du Pacifique, Rubus ursinus,) et le framboisier (Rubus idaeus). Des producteurs français ont déposé le nom mûroise en 1989 pour désigner le fruit,,.

## Historique des cultivars

### Création
L'espèce hybride a été développée dès 1881 à Santa Cruz, en Californie, par l'avocat et horticulteur américain James Harvey Logan (1841-1928), qui l'a baptisée loganberry.
Un autre cultivar sans épine a ensuite été développé en 1933.
D'autres hybrides mûre-framboise, dont plusieurs sont apparentés à la mûre de Logan, sont connus sous les noms de cultivars ou des noms commerciaux :  Boysenberry, Olallieberry (en), Tayberry,, Veitchberry, Youngberry (en)…

## Utilisation
La mûroise peut se consommer crue, en jus ou en confiture. Comme les autres hybrides de mûre ou framboise, elle peut se substituer à ces ingrédients dans les recettes de confiseries, liqueurs, sorbets, pâtisseries, etc.

## Culture
Les plants d'hybrides mûres-framboises sont naturellement rampants. Les nouvelles pousses (turions) sont laissées sur le sol la première année, passant l'hiver ainsi pour se protéger du froid. On les palisse au printemps de la deuxième année, année de production de fruits du rameau.
Pour bien se développer, les plants nécessitent une exposition au soleil ou semi-ombragée et un sol bien drainé, humifère et au pH neutre. Résiste au froid (−10 °C), peut passer l'hiver à l'extérieur.
L'intérêt de ces hybrides est aussi qu'on ne leur connaît pas de parasite.